# Torulopsis gropengiesseri
Torulopsis gropengiesseri är en svampart som beskrevs av F.C. Harrison 1934. Torulopsis gropengiesseri ingår i släktet Torulopsis, divisionen sporsäcksvampar och riket svampar.   Inga underarter finns listade i Catalogue of Life.